# Lista de primeiros-ministros de Myanmar
O primeiro-ministro de Myanmar, ou Birmânia, foi o cargo de chefe de governo deste país de 1948 a 2011. A posição de primeiro-ministro foi criada em 1948 quando a Birmânia tornou-se independente do Reino Unido. Desde então, onze pessoas já ocuparam o cargo (com duas delas fazendo-o em várias ocasiões). Devido ao longo período de regime militar do país, não era incomum o primeiro-ministro ser um oficial militar atuando (ou recém-reformado).
O poder real do primeiro-ministro variou consideravelmente ao longo do tempo, diferindo com base em quem ocupa o cargo. Em 2004, na luta pelo poder entre o então chefe de Estado, general Than Shwe, presidente do Conselho de Estado para a Paz e Desenvolvimento, e seu primeiro-ministro, o general Khin Nyunt, resultou no primeiro-ministro sendo demitido e preso.
A posição foi abolida em 30 de março de 2011, de acordo com a Constituição aprovada em 2008.
O cargo foi restaurado a 1 de agosto de 2021, na sequência de um golpe de estado.

## Lista de primeiros-ministros da Birmânia/Myanmar (1948–2011)
(As datas em itálico indicam a continuação de facto do cargo)
| №                                                       | Retrato             | Primeiro-ministro (Vida)    | Assumiu o cargo        | Deixou o cargo                                       | Partido                                              |
| ------------------------------------------------------- | ------------------- | --------------------------- | ---------------------- | ---------------------------------------------------- | ---------------------------------------------------- |
| 1                                                       |                     | U Nu (1907–1995)            | 4 de janeiro de 1948   | 12 de junho de 1956                                  | Liga Anti-Fascista pela Liberdade do Povo            |
| 2                                                       |                     | Ba Swe (1915–1987)          | 12 de junho de 1956    | 1 de março de 1957                                   | Liga Anti-Fascista pela Liberdade do Povo            |
| (1)                                                     |                     | U Nu (1907–1995)            | 1 de março de 1957     | 29 de outubro de 1958                                | Liga Anti-Fascista pela Liberdade do Povo            |
| 3                                                       |                     | Ne Win (1911–2002)          | 29 de outubro de 1958  | 4 de abril de 1960                                   | Militar                                              |
| (1)                                                     |                     | U Nu (1907–1995)            | 4 de abril de 1960     | 2 de março de 1962                                   | Liga Anti-Fascista pela Liberdade do Povo            |
| (3)                                                     |                     | Ne Win (1911–2002)          | 2 de março de 1962     | 4 de julho de 1962                                   | Militar                                              |
| (3)                                                     | 4 de julho de 1962  | Ne Win (1911–2002)          | 4 de março de 1974     | Militar / Partido do Programa Socialista da Birmânia |                                                      |
| 4                                                       |                     | Sein Win (1919–1993)        | 4 de março de 1974     | 29 de março de 1977                                  | Militar / Partido do Programa Socialista da Birmânia |
| 5                                                       |                     | Maung Maung Kha (1920–1995) | 29 de março de 1977    | 26 de julho de 1988                                  | Militar / Partido do Programa Socialista da Birmânia |
| 6                                                       |                     | Tun Tin (1920–)             | 26 de julho de 1988    | 18 de setembro de 1988                               | Militar / Partido do Programa Socialista da Birmânia |
| 7                                                       |                     | Saw Maung (1928–1997)       | 21 de setembro de 1988 | 23 de janeiro de 1992                                | Militar                                              |
| 8                                                       |                     | Than Shwe (1933–)           | 23 de janeiro de 1992  | 25 de agosto de 2003                                 | Militar                                              |
| 9                                                       |                     | Khin Nyunt (1939–)          | 25 de agosto de 2003   | 18 de outubro de 2004                                | Militar                                              |
| 10                                                      |                     | Soe Win (1947–2007)         | 19 de outubro de 2004  | 12 de outubro de 2007                                | Militar                                              |
| 11                                                      |                     | Thein Sein (1945–)          | 12 de outubro de 2007  | 29 de abril de 2010                                  | Militar                                              |
| (11)                                                    | 29 de abril de 2010 | Thein Sein (1945–)          | 2 de junho de 2010     | Independente                                         |                                                      |
| (11)                                                    | 2 de junho de 2010  | Thein Sein (1945–)          | 30 de março de 2011    | União da Solidariedade e do Desenvolvimento          |                                                      |
| Posto abolido (30 de março de 2011–1 de agosto de 2021) |                     |                             |                        |                                                      |                                                      |
| 12                                                      |                     | Min Aung Hlaing (1956–)     | 1 de agosto de 2021    | 31 de julho de 2025                                  | Militar                                              |
| 13                                                      |                     | Nyo Saw (?–)                | 31 de julho de 2025    | presente                                             | Militar                                              |